# VeriSign
A Verisign é uma empresa que atua na área de segurança de redes, Internet e telecomunicações. Iniciou sua atuação no mercado de certificação digital web em 1995, como Autoridade Certificadora e fornecedora de certificados digitais pessoais e SSL, além de fornecer tecnologia e serviços de PKI. Eventualmente, também começou a atuar no segmento de internet (atualmente é responsável pela administração dos servidores DNS .com, .net, .tv, .name e .cc) e de telecomunicações, oferecendo soluções de infra-estrutura digital e conteúdo para este segmento.

## História
VeriSign foi fundada em 1995 como spin-off da RSA Security, negócios de serviços de certificação. A nova empresa recebeu licença para patente essencial de criptografia RSA e detidos por um tempo limitado, não de acordo com a concorrência. A nova empresa serviu como autoridade de certificação (CA), um papel que continua a reunir.